# Хјусон (Калифорнија)
Хјусон (енгл. Hughson) град је у америчкој савезној држави Калифорнија. По попису становништва из 2010. у њему је живело 6.640 становника.

## Демографија
Према попису становништва из 2010. у граду је живело 6.640 становника, што је 2.660 (66,8%) становника више него 2000. године.
| Група             | 2000.         | 2010.         |
| Белци             | 2.244 (56,4%) | 3.429 (51,6%) |
| Афроамериканци    | 24 (0,6%)     | 55 (0,8%)     |
| Азијати           | 44 (1,1%)     | 97 (1,5%)     |
| Хиспаноамериканци | 1.545 (38,8%) | 2.871 (43,2%) |
| Укупно            | 3.980         | 6.640         |